# Durckheimia
Genre
Durckheimia est un genre de crabes de la famille des Pinnotheridae.

## Distribution
Les espèces de ce genre se rencontrent dans la zone Indo-pacifique ouest, de la mer Rouge au Japon en passant par les Philippines.

## Hôtes
Ces espèces sont symbiontes de Mollusques bivalves.

## Liste des espèces
- Durckheimia caeca (Bürger, 1895)
- Durckheimia carinipes (De Man, 1889)
- Durckheimia lochi Ahyong & Brown, 2003

## Publication originale
- De Man, 1889 : Über einige neue oder seltene indopacifische Brachyuren. Zoologische Jahrbücher. Abteilung für Systematik, Geographie und Biologie der Thiere, vol. 4, p. 409–452.